# Halictus takuiricus
Halictus takuiricus är en biart som beskrevs av Blüthgen 1936. Halictus takuiricus ingår i släktet bandbin, och familjen vägbin. Inga underarter finns listade i Catalogue of Life.